# St Ives, Cambridgeshire
St Ives este un oraș în comitatul Cambridgeshire, regiunea East, Anglia. Orașul se află în districtul Huntingdonshire.